# Юрья (приток Салды)
Юрья — река в России, протекает по Верхотурскому и Верхнесалдинскому районам Свердловской области. Вытекает из озера Юрьинское. Течёт по ненаселённой местности. Устье реки находится в 54 км по правому берегу реки Салды. Длина реки — 51 км, площадь водосборного бассейна — 328 км². В 14 км по правому берегу впадает река Пасынок.

## Данные водного реестра
По данным государственного водного реестра России относится к Иртышскому бассейновому округу, водохозяйственный участок реки — Тура от истока до впадения реки Тагил, речной подбассейн реки — Тобол. Речной бассейн реки — Иртыш.
Код объекта в государственном водном реестре — 14010501212111200004855.